# Cenade (Alba)
Cenade (allemand : Scholten, hongrois : Szászcsanád) est une commune du județ d'Alba en Roumanie. Sa population s'élevait à 943 habitants en 2011.

## Villages
Elle se compose de trois villages : Capu Dealului (Hegyitanyák), Cenade et Gorgan.

## Démographie
Lors de ce recensement de 2011, 83,13 % de la population se déclarent roumains, 11,02 % comme roms et 3,07 % allemands (2,33 % ne déclarent pas d'appartenance ethnique et 0,42 % déclarent appartenir à une autre ethnie).

## Politique
| Parti | Parti                        | Sièges |
| ----- | ---------------------------- | ------ |
|       | Parti national libéral (PNL) | 8      |
|       | Parti social-démocrate (PSD) | 1      |

## Personnalités liées
- Ion Agârbiceanu (1882-1963), prêtre, écrivain, théologien, journaliste et homme politique.